# Tolomeo

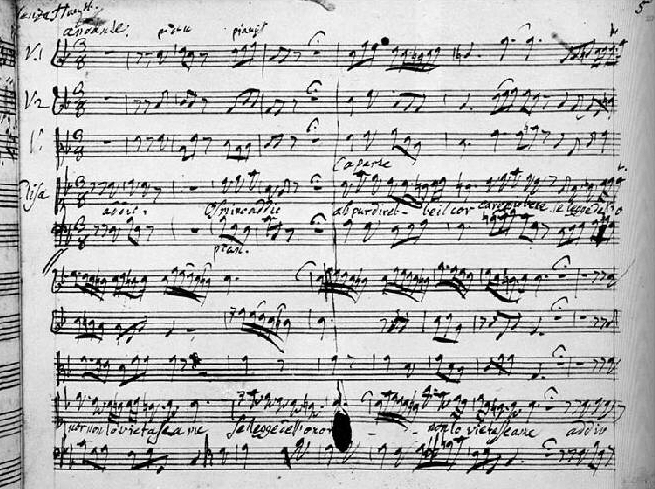
Beginn der Arie der Elisa Addio, Osmino, addio (Nr. 6c) in Händels Autograph

Tolomeo, Re di Egitto (HWV 25) ist eine Oper (Dramma per musica) in drei Akten von Georg Friedrich Händel.
Sie ist seine vierzehnte (wenn man den einen Akt des Muzio Scevola mitzählt) und letzte Oper für die erste Opernakademie, die Royal Academy of Music, gleichzeitig das letztmalige gemeinsame Auftreten des Sänger-Triumvirats Bordoni/Cuzzoni/Senesino.

## Entstehung
Als Georg Friedrich Händel 1710 nach London kam, gab es in der Hauptstadt des Königreiches keine ständig bespielte Opernbühne. Um regelmäßige Aufführungen italienischer Opern mit hervorragenden Sängern zu ermöglichen, gründeten einige Aristokraten 1719 die Royal Academy of Music – keine Musikakademie, wie der Name vermuten ließe, sondern eine Aktiengesellschaft: Die Mitglieder erwarben in der Hoffnung auf Operngenuss sowie Profit Anteile, und auch das Königshaus gab einen beträchtlichen Zuschuss. Händel wurde zum künstlerischen Leiter der Institution bestimmt, während die Verwaltung in den Händen mehrerer Direktoren lag, deren verschwenderisches Finanzgebaren von Anfang an für Unstimmigkeiten sorgte. Neun Spielzeiten hindurch konnte Händel im King’s Theatre am Haymarket beeindruckende Produktionen seiner eigenen und fremder Opern herausbringen. Er spürte jedoch schon bald, dass viele englische Musikfreunde nach wie vor eine tiefe Abneigung gegen die Idee eines vollständig gesungenen Dramas und den „unnatürlichen“ Koloraturgesang empfanden. Die Zahl der international orientierten Opernliebhaber war nicht groß genug, um die Akademie auf Dauer zu unterhalten – da half es auch nicht, dass die Direktoren neben dem Kastraten-Weltstar Senesino und der Primadonna Francesca Cuzzoni 1726 noch deren größte Rivalin Faustina Bordoni („Faustina“ genannt) engagierten. Im Gegenteil: Die Frage, welche der beiden Sängerinnen die bessere sei, teilte das Publikum in zwei unversöhnliche Lager und verursachte dadurch zusätzlichen Ärger.
Im Herbst 1727 schauten Händels Anhänger sorgenvoll in die Zukunft, und Mary Pendarves, eine enge Vertraute des Komponisten, schrieb am 25. November an ihre Schwester:

“I doubt operas will not survive longer than this winter, they are now at their last gasp. […] the subscription is expired and nobody will renew it. The directors are all squabbling, and they have so many divisions among themselves that I wonder they have not broke up before. Senesino goes away next winter, and I believe Faustina, so you see harmony is almost out of fashion.”

„Ich bezweifle, dass die Oper diesen Winter überdauern wird, sie liegt in den letzten Zügen. […] die Subskription ist abgelaufen, und niemand wird sie erneuern. Zwischen den Direktoren kommt es ständig zu Streitereien; so untereinander gespalten, wie sie sind, ist es verwunderlich, dass sie sich nicht schon lange getrennt haben; Senesino wird die Oper im nächsten Winter verlassen, und Faustina meines Wissens ebenfalls; du siehst, Harmonie ist fast aus der Mode gekommen.“

Allen Problemen zum Trotz brachte Händel in der Spielzeit 1727/28 drei neue eigene Opern zur Uraufführung: Riccardo Primo, Siroe und Tolomeo. Er schloss die Letztere am 19. April ab, wie am Ende der Originalhandschrift bemerkt ist: „Fine | dell' Opera | G.F. Handel | April 19. 1728.“ Die Uraufführung erfolgte am 30. April 1728 am King’s Theatre. Die Oper kam nur auf sieben Vorstellungen und wurde nach dem 21. Mai abgesetzt.
Aus Händels Partitur spricht unmissverständlich die große Eile, in der sie entstand, und so benutzte er, wie schon in Siroe, teilweise Material des Fragment gebliebenen Genserico, wie die Ouvertüre, die diese geplante Oper ursprünglich eröffnen sollte. Im Autograph des Tolomeo folgt ihr noch der Beginn des ersten Aktes mit den szenischen Anweisungen für die verworfene Oper. Den Chor, der im Genserico der Ouvertüre folgte und dort Ausdruck eines römischen Triumphzuges sein sollte, übernahm Händel als Schlusschor in den Tolomeo.
Besetzung der Uraufführung:
- Tolomeo – Francesco Bernardi, genannt „Senesino“ (Mezzosoprankastrat)
- Seleuce – Francesca Cuzzoni (Sopran)
- Elisa – Faustina Bordoni (Sopran)
- Alessandro – Antonio Baldi (Altkastrat)
- Araspe – Giuseppe Maria Boschi (Bass)

In der Widmung des gedruckten Tolomeo-Librettos an Earl of Albemarle spricht der Textdichter Nicola Francesco Haym poetisch verbrämt, aber unmissverständlich die verzweifelte Suche nach neuen Sponsoren an: Unterstützung war mittlerweile für die Royal Academy überlebenswichtig, denn drei Monate zuvor hatten John Gay und Johann Christoph Pepusch im Lincoln’s Inn Fields Theatre The Beggar’s Opera, die Bettler-Oper, auf die Bühne gebracht und mit dieser frechen Satire auf die feine Gesellschaft und die italienische Opera seria einen sensationellen Erfolg erzielt. Menschenmengen strömten in das kleine, alte Theater, um sich über die Persiflage der Cuzzoni-Faustina-Feindschaft im Streit zwischen den „Heldinnen“ Polly Peachum und Lucy Lockit zu amüsieren.
Die Texte von Gay waren hastig von Pepusch mit Balladenmelodien unterlegt worden; Politiker, Korruption, der „gute Geschmack“, die Spekulation und die gesellschaftliche Heuchelei wurden aufs Korn genommen. Einige lächerliche Elemente der Opernlibretti – so beispielsweise die Gleichnis-Arie („Die Schwalbe, Die Motte, Das Schiff, Die Biene, Die Blume“), das jähe „lieto fine“ („Happy End“), der hochmoralische Tonfall – forderten eine Verballhornung geradezu heraus; und die treuen Subskribenten, unter ihnen jene Mrs. Pendarves, waren verständlicherweise bestürzt, wie sie am 18. Januar 1728 an ihre Schwester schreibt:

“[…] the taste of the town is so depraved, that nothing will be approved of but the burlesque. The Beggar’s Opera entirely triumphs over the Italian one.”

„[…] der Geschmack der Stadt ist so verdorben, dass nichts mehr Anklang findet, außer der Burleske. Die Bettleroper triumphiert völlig über die italienische Oper.“

Dieser Triumph der Burleske war jedoch eine Folge des Zusammenbruchs der Akademie, nicht dessen Ursache. Schon bevor sie 1720 ihre Pforten öffnete, wies John Vanbrugh, der Erbauer und Architekt des 1705 eröffneten King’s Theatre am Haymarket, auf die Fehler im Konzept der Akademie hin; die Extravaganz des Unternehmens, notierte er, werde „dazu führen, dass die Ausgaben doppelt so hoch sein werden wie die Einnahmen“.
Nach den Worten von James Ralph, der seine Streitschrift von 1728 The Touch-Stone … im Jahre 1731 unter einem neuen Titel The Taste of the Town … nochmals veröffentlichte, konnte sie auch nicht

“[…] with the highest Prices be certain of coming off clear one Season, unless they have crowded Houses every Night.”

„[…] mit den höchsten Preisen sicher sein, eine Spielzeit ohne Verluste zu überstehen, wenn das Haus nicht jeden Abend gut besetzt war.“

Ralph wies auch auf die einzig mögliche Rettung hin:

“I have often heard it very publickly whisper’d, that some great People intended to have a larger Opera-House built; but what obstructed so noble and laudable a Design, I could never learn. Had it been carried on, and executed, according to the Plans of some THEATRES in Italy, which are capale of containing an Audience of several Thousands, the Advantages resulting from so great an Undertaking would prove infinite. An Opera-House so contriv’d as to allow a Number of Spectators, would admit of several Degrees of Seats, suited in their Prices to all Ranks of People, from the highest to the lowest Station of Life: And from an Audience so numerous, might be rais’d all Sums necessary to defray the greatest Expences; as the heaviest Taxes are made easy, by being made general.”

„Ich habe oft gehört, wie in aller Offenheit geflüstert wurde, dass einige vornehme Leute den Bau eines größeren Opernhauses wünschen; aber ich konnte nie in Erfahrung bringen, woran diese so edle und lobenswerte Absicht scheiterte. Hätte man diesen Plan verfolgt und nach dem Vorbild einiger italienischer Theater ausgeführt, welche in der Lage sind, mehrere Tausend Zuschauer aufzunehmen, so würden sich die Vorteile aus einem so großangelegten Unternehmen als unendlich erweisen. Ein Opernhaus, das so konzipiert ist, dass es eine große Zahl von Zuschauern aufnimmt, würde eine Abstufung der Plätze möglich machen, so dass man den Preis Personen aus verschiedenen Stufen der Gesellschaft anpassen könnte, vom höchsten bis zum niedrigsten Lebensniveau: und ein so zahlreiches Publikum könnte jede Summe aufbringen, welche zur Begleichung der wichtigsten Ausgaben erforderlich ist; denn die höchsten Belastungen werden dadurch leicht, dass sie einer Allgemeinheit aufgebürdet werden.“

Selbst wenn dieser Ratschlag in die Tat umzusetzen gewesen wäre, er kam zu spät. Nach einer Meldung des Daily Courant vom 31. Mai wurde eine Generalversammlung für den 5. Juni einberufen,

“[…] in order to consider of proper measures for recovering the debts due to the Academy, and discharging what is due to Performers, Tradesmen, and others; and also to determine how the Scenes, Cloaths, etc. are to be disposed of […]”

„[…] um geeignete Maßnahmen zur Einbringung der Schulden der Akademie und Begleichung dessen, was den Künstlern, Händlern und Anderen zusteht, zu beschließen und ebenso, um darüber zu entscheiden, was mit Kulissen, Kostümen etc. geschehen soll […]“

Am 1. Juni schloss die Akademie nach einer letzten Aufführung von Admeto für fast ein Jahr ihre Pforten, und Senesino, die Cuzzoni und die Faustina verließen England.

## Libretto
Mit Tolomeo setzte Händel der Beggar’s Opera ein Sujet aus der Geschichte des Mittelmeerraums entgegen. Nicola Haym verwendete dabei Carlo Sigismondo Capeces Libretto Tolomeo et Alessandro, ovvero La corona disprezzata, das Domenico Scarlatti für die polnische Exilkönigin Maria Casimira vertont und 1711 in Rom in deren Palast zur Erstaufführung gebracht hatte.
Besetzung und Ausstattung von Tolomeo zeichnen sich durch auffällige Sparsamkeit aus: Die Oper spielt in wenigen, undifferenzierten Bühnenbildern („Landschaft am Meer“, „Wald“ usw.); Maschinen-Effekte fehlen, die Handlung kommt mit fünf Personen aus – Symptome des Niedergangs der Royal Academy? Der Musikhistoriker und Händel-Forscher Reinhard Strohm deutet diesen Kontrast zu spektakulären Opern wie Riccardo Primo anders: Er sieht in Tolomeo einen Gegenentwurf zur typischen italienischen Barockoper mit ihren in England so oft getadelten Unwahrscheinlichkeiten. Stattdessen finde man hier eine stärkere Orientierung am klassischen Drama, z. B. in Hinsicht auf die Einheit des Ortes: Alle Bühnenbilder stellen wechselnde Ansichten desselben Ortes dar, nämlich Araspes Dorf auf Zypern mit seiner näheren Umgebung. Bis auf eine Ausnahme (Araspes Gemach) handelt es sich um Naturszenerien, die nicht von der Handlung ablenken. Es gibt keine überraschenden Eingriffe fremder Mächte, und die Handlung, vorwärts getrieben durch eine Kette von menschlich nachvollziehbaren Gefühlsregungen und Missverständnissen, verläuft ohne unlogische Unterbrechungen.
Haym strich Capeces Libretto auf das für das Verständnis der Handlung Allernotwendigste (und auf noch weniger) zusammen, indem er die Rezitative von 1705 Zeilen auf 653 zusammenstrich, eine ganze Figur (Dorisbe, Tochter des Prinzen von Tyros, in Araspe verliebt) und eine Reihe von Arien herausnahm sowie zwölf neue Arientexte, zwei Duette und den Schlusschor hinzufügte.
Händel nahm Tolomeo während der zweiten Opernakademie im Mai und Juni 1730 für sieben und ab 2. Januar 1733 für vier Vorstellungen mit einer Reihe von Änderungen wieder auf, zuletzt wieder mit Senesino in der Titelrolle. Auf dem Kontinent wurde die Oper im 18. Jahrhundert nicht übernommen, weder in Hamburg noch in Braunschweig, im Gegensatz zu den meisten der Händel’schen Opern. Die erste Aufführung „nach Händel“ war am 19. Juni 1938 bei den Göttinger Händel-Festspielen in deutscher Sprache (Textfassung: Emilie Dahnk-Baroffio), durch das Orchester der Händel-Festspiele unter der Leitung von Fritz Lehmann.
In Originalsprache und historischer Aufführungspraxis wurde Tolomeo erstmals wieder am 6. Juni 1996 bei den Händel-Festspielen in Halle (Saale) mit dem Händelfestspielorchester Halle unter der Leitung von Howard Arman gespielt.

## Handlung

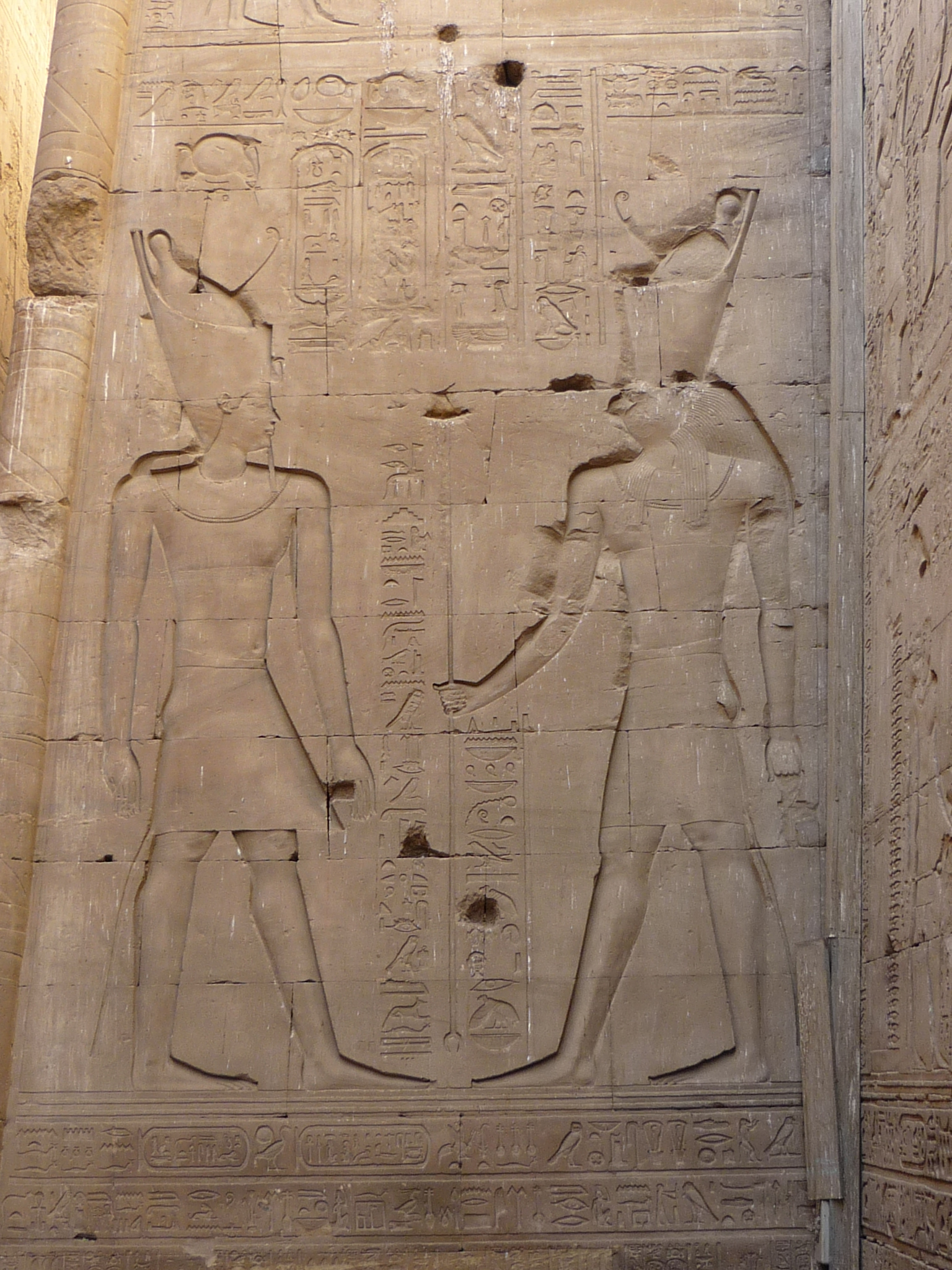
Ptolemaios IX. und Horus, Tempel von Edfu

### Historischer und literarischer Hintergrund
Die Handlung spielt um 108 v. Chr., zur Zeit des Ptolemäus IX. Soter II. (Tolomeo im Libretto), der von seiner Mutter und Mitherrscherin Ägyptens Kleopatra III. zugunsten seines jüngeren Bruders Ptolemäus X. Alexander I. (Alessandro im Libretto) abgesetzt wurde.
Der Titelheld ist der dreimalige Pharao aus dem Geschlecht der Ptolemäer, Ptolemäus IX., König von Ägypten 116–110, 109–107 und 88–81 v. Chr. und Zypern, der zeitweise zusammen mit seiner tyrannischen Mutter Kleopatra III. (nicht die bekannte Namensvetterin Kleopatra VII., die rund 60 Jahre später Cäsars Geliebte werden sollte) und seinem jüngeren Bruder Ptolemäus X. regierte. Etwa im Oktober 107 v. Chr. vertrieb Kleopatra III. Ptolemäus IX. aus Alexandria und nahm ihren jüngeren Sohn Ptolemäus X. zum Mitregenten an. Ptolemäus IX. regierte als König in Zypern und unterstützte bisweilen andere Herrscher in ihrem Kampf gegen seinen jüngeren Bruder und seine Mutter. 88 v. Chr. kam er wieder in Alexandria an und bestieg zum zweiten Mal den ägyptischen Thron. Da Ptolemäus X im gleichen Jahr beim Angriff auf Zypern während eines Seegefechts fiel, blieb seine Herrschaft in Ägypten nun unangefochten. Ptolemäus IX. ist der Vater jener Berenike III., die Händel später zur Titelfigur seiner Oper Berenice (1737) machen wird. Die übrigen Personen des Librettos sind frei erfunden.
Die Musikwissenschaftlerin Silke Leopold verwies darauf, dass Haym im Argomento des Librettos zwar das 33. Kapitel von Marcus Iunianus Iustinus‘ Historiarum Philippicarum T. Pompeii Trogi Libri XLIV in epitomen redacti (“Thus Justin relates this Matter, in his 33d Book.”) als Quelle anführte, es sich tatsächlich aber um das 39. Kapitel handelt.

### Erster Akt
Am Strand Zyperns zieht Tolomeo seinen schiffbrüchigen Bruder Alessandro aus dem Wasser. Letzterer hat von ihrer gemeinsamen Mutter Kleopatra den Befehl erhalten, seinen Bruder zu töten. Tolomeo erfährt von Alessandros Identität und ist versucht, ihn zu ermorden, kann sich aber nicht dazu durchringen. Tolomeo (unter dem Namen „Osmino“, um sich vor dem Zorn von König Araspe, einem Verbündeten Kleopatras, zu schützen) versteckt sich, und Elisa, die Schwester des Königs, erscheint. Alessandro erwacht, hält sie für eine Göttin und gesteht ihr seine Liebe. Sie jedoch liebt „Osmino“. Doch als sie und „Osmino“ sich unterhalten, wird klar, dass ihre Gefühle nicht erwidert werden, sondern dass Tolomeo eine andere liebt, nämlich Seleuce, seine Frau, die er für verschollen hält. Allein erwägt er, sich das Leben zu nehmen. Dann erscheint Seleuce, die ebenfalls unter einem Decknamen, „Delia“, auftritt. Sie sieht Tolomeo am Ufer, doch sie flieht, als Araspe eintrifft. Araspe ist wütend auf Seleuce, der er mit amourösen Absichten nachstellt. Der erste Akt endet damit, dass Tolomeo sich seine Frau vorstellt und sich wünscht, sie möge vor ihm erscheinen und seinen Schmerz lindern.

### Zweiter Akt

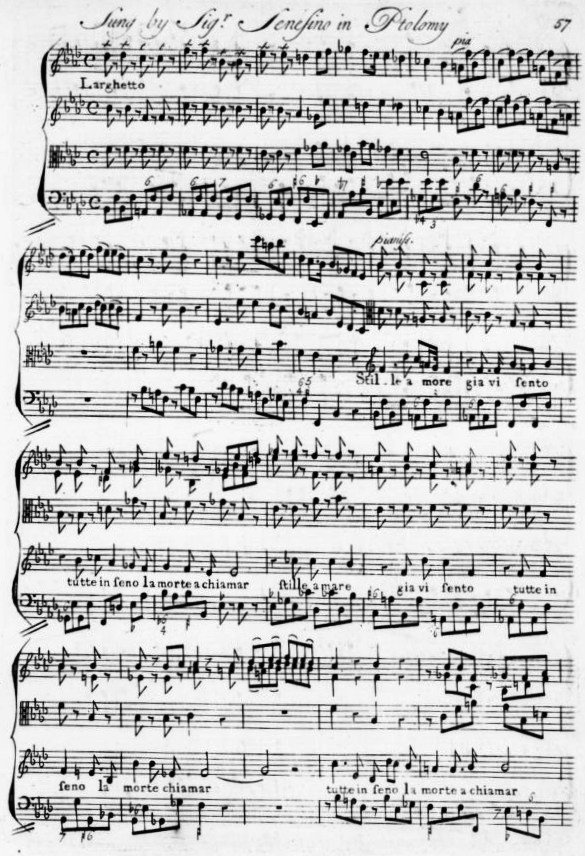
Beginn von Senesinos Arioso “Stille amare, già vi sento” im dritten Akt. Druck von John Walsh, 1737.

Tolomeo verliert die Fassung und erklärt Elisa, er sei nicht „Osmino“, sondern der abgesetzte Mitherrscher Ägyptens. Elisa fordert den verärgerten Araspe auf, „Delia“ herbeizurufen. Dies geschieht, und Tolomeo erklärt Seleuce begeistert seine Liebe. Um Tolomeo zu schützen, tut sie so, als wüsste sie nicht, wovon er spricht, während sie in typisch opernhafter Manier ihre inneren Gedanken in Klammern ausdrückt: wie sehr sie diese Täuschung schmerzt und sie sich nach ihrem Mann sehnt. Tolomeo wiederholt, dass er Elisa nicht lieben kann, und sie gerät darüber in Rage. Er geht, und Alessandro tritt ein und beteuert erneut seine Liebe zu Elisa. Diese behauptet, sie könne seine Liebe nur erwidern, wenn er seinen Bruder ermordet. Seleuce singt ein weiteres Klagelied, und Tolomeo wiederholt ihre Worte im Hintergrund. Araspe stürmt auf die Bühne und versucht, Seleuce zu vergewaltigen. Tolomeo kann den Anblick nicht ertragen und eilt seiner Frau zur Hilfe. Er enthüllt ihre wahre Identität, und Araspe singt wütend davon, wie er die Liebenden zu bestrafen gedenkt. Am Ende des zweiten Aktes ist das Paar allein und singt zum ersten Mal gemeinsam und berührend davon, wie ihre Liebe zueinander sie beide ins Verderben führen wird.

### Dritter Akt
Alessandro erfährt in einem Brief vom Tod seiner Mutter Kleopatra. Er sagt, sie habe den Preis für ihre Grausamkeit bezahlt. Araspe interpretiert Alessandros Aussage, er wolle mit Tolomeo nach Ägypten zurückkehren, so, dass er seinen Bruder töten lassen wolle, aber jemand anderen dazu auffordere. Araspe hält sich natürlich für den richtigen Mann dafür und genießt es, seine Eifersucht zu rächen. Elisa zwingt Seleuce, ihr Tolomeo zu überlassen, andernfalls werde er sterben. Tolomeo weist Elisa erneut zurück. Sie sagt, wenn er so mutig sei und sie unbedingt zurückweisen wolle, solle er Gift trinken. Das tut er. Er beschreibt die Wirkung des Giftes und stirbt dann scheinbar. Alessandro sucht die verzweifelte Seleuce im entlegensten Teil des Waldes auf und verspricht, sie mit Tolomeo wieder zu vereinen. Triumphierend präsentiert Araspe Tolomeos Leiche. Er ist sich sicher, dass Seleuce ihm gehört, doch Elisa enthüllt, dass der Trank in Wirklichkeit ein Schlafmittel war und sie Seleuce foltern und töten wird. In diesem Moment erwacht Tolomeo, und Alessandro bringt Seleuce herbei. Mann und Frau sind wieder vereint und Alessandro erklärt Tolomeo zum rechtmäßigen Herrscher Ägyptens. Die Oper endet mit einem freudigen Quartett, das darlegt, dass alles vergeben werden kann, wenn sich Leid in Freude verwandelt.

## Musik
Nicht nur in der Anlage des Textbuches, auch in der Musik entspricht Tolomeo dem Streben nach größerer Glaubwürdigkeit: Da die Arien keine langen Vorspiele haben und insgesamt verhältnismäßig kurz sind, halten sie die Handlung nicht auf. Durch einen fast völligen Verzicht auf obligate Instrumente zur Charakterisierung von Affekten erzielt Händel überdies eine verstärkte Konzentration auf die Singstimme, so dass die Aussage jeder Arie pointiert allein durch die „sprechende“ Person übermittelt wird. Dank dieser Fokussierung auf das Wesentliche lassen sich in den Tolomeo-Arien die künstlerischen Eigenschaften von Händels Sängerpersonal leichter rekonstruieren als in anderen Opern.
Obwohl Händel und Senesino sich (angeblich) nicht ausstehen konnten, sang der Kastrat in allen Opernproduktionen der Royal Academy die männliche Hauptrolle – Händel wusste, dass sein Star die Damen der High Society ins Opernhaus zog, und Senesino wusste, dass Händels Arien stets die individuellen Vorzüge seiner Stimme zur Geltung brachten. Worin sie bestanden, schildert Johann Joachim Quantz:

„Senesino hatte eine durchdringende, helle, egale und angenehme tiefe Sopranstimme, (mezzo Soprano) eine reine Intonation, und schönen Trillo. In der Höhe überstieg er selten das zweygestrichene f. Seine Art zu singen war meisterhaft, und sein Vortrag vollständig. Das Adagio überhäufte er eben nicht zu viel mit willkührlichen Auszierungen: Dagegen brachte er die wesentlichen Manieren mit der größten Feinigkeit heraus. Das Allegro sang er mit vielem Feuer, und wußte er die laufenden Passagien, mit der Brust, in einer ziemlichen Geschwindigkeit, auf eine angenehme Art heraus zu stoßen. Seine Gestalt war für das Theater sehr vortheilhaft, und die Action natürlich. Die Rolle eines Helden kleidete ihn besser, als die von einem Liebhaber.“

Andere Quellen rühmen Senesinos expressives mezza voce in langsamen Sätzen – eine Kunst, die er in Tolomeo vor allem in der (vermeintlichen) großen Todesszene im dritten Akt mit der Arie Stille amare, già vi sento (Nr. 29) ausspielen konnte.
Neben dem majestätisch großen, beliebten Senesino wirkte die kleine, rundliche Sopranistin Francesca Cuzzoni wie die Karikatur einer Heldin. Wenn sie sang, spielte ihr unvorteilhaftes Äußeres jedoch keine Rolle mehr. In ihrer besten Zeit, vor etwa 1730, besaß sie eine klare und süße Spitzenlage, zeichnete sich durch geschmackssichere Verzierungen sowie absolut reine Intonation aus und galt als konkurrenzlos, wenn es um die Interpretation von pathetischen, rührenden oder sinnlichen Arien ging. Alle diese Eigenschaften setzte Händel in Tolomeo schon für die erste Arie der Cuzzoni ein: Mi volgo ad ogni fronda (Nr. 5) in lyrischem Zwölfachteltakt beginnt auf dem hohen „g‘‘“, gestützt nur auf Pianissimo-Streicherstimmen in tiefer Lage – ein Auftritt, der die Cuzzoni-Fans in Verzückung setzen musste. Ähnlichen Charakter besitzt auch Seleuces Arie Dite, che fa dov’è (Nr. 17) mit einer raffiniert zarten Begleitung von Violinen und Violen con sordino, Oboen sowie Pizzicato-Bässen. Selten nur hat Händel ein so zauberhaftes musikalisches Naturbild (mit dem zusätzlichen Reiz eines Echo-Duetts) geschaffen wie in dieser Wald-Szene.
Die schöne Faustina Bordoni, die schon vor 1726 öfters neben ihrer Rivalin Cuzzoni auf italienischen Bühnen gestanden hatte, galt als Spezialistin für dramatische Mezzosopran-Partien. Ihr „feuriges Allegro“ wurde ebenso bewundert wie ihre brillanten Verzierungen und ihre hervorragende Schauspielkunst. Die Rolle der temperamentvollen, aber auch aggressiven und bösartigen Elisa muss daher ideal für ihren Stimmtyp gewesen sein. Händel, der sich stets bemühte, den zwei Primadonnen musikalisch gleiches Gewicht zu geben, hob auch ihre besondere Stärke in der ersten Elisa-Arie, Quell ’onda, che si frange (Nr. 4), hervor: Faustinas „e‘‘“ galt als ihr bester Ton, so dass Händel für sie – wie hier – meistens Arien in A/E-Tonarten schrieb und das zweigestrichene „e“ betonte. Nach diesem „Einsingen“ am Anfang des ersten Aktes hat jede der beiden Damen in den folgenden Szenen eine große Arie, zuerst Elisa (Se talor miri un fior Nr. 6), dann Seleuce (Fonti amiche, aure leggiere Nr. 8). Nun konnten auch virtuose Verzierungskünste demonstriert und so die Primadonnen-Parteien im Publikum zufriedengestellt werden.
Gegenüber dem Dreigestirn von Senesino, Cuzzoni und Faustina verblassen die übrigen Rollen leicht: Araspe wurde 1728 von dem Bassbariton Giuseppe Maria Boschi gesungen, der schon 1709 in Händels Agrippina in Venedig mitgewirkt hatte und für seine überzeugende Darstellung von Bösewichtern oder Tyrannen berühmt war. Wenig weiß man dagegen über den Altkastraten Antonio Baldi, der als Alessandro auftrat: Von 1725 bis 1728 bei der Royal Academy tätig, galt er als Sänger von mittlerer Qualität.
Eine völlig neue Sängerbesetzung hatte Händel für die Wiederaufnahmen 1730 und 1733, nur Senesino sang die Titelrolle 1733 wieder. Für die neuen Sänger fügte Händel zahlreiche Alternativ-Arien ein, die er zum Teil den Opern Rodelinda, Riccardo Primo, Siroe und Tamerlano entnahm.
Dass Tolomeo bis heute im Schatten der effektreicheren Opern Händels steht, ist bedauerlich, denn gerade diese Oper zeigt uns in der stringenten Handlung und den von allem Überflüssigen freien Arien gewissermaßen die Essenz von Händels Musikdramatik.

## Struktur der Oper
Ouverture. (2 Ob, Str, BC)

### Erster Akt
| Scena I   | 1. Recitativo accompagnato. Tolomeo (Str, BC) Orgoglioso elemento             |
|           | Recitativo. Alessandro, Tolomeo Numi, pieta! Qual mesta voce ascolto?         |
|           | 2. Aria. Tolomeo (2 Vl, BC) Cielo ingiusto, potrai fulminarmi                 |
| Scena II  | Recitativo. Elisa, Alessandro Ahi! Elisa infelice                             |
|           | 3. Aria. Alessandro (Str, BC) Non lo dirò col labbro                          |
|           | Recitativo. Elisa Veggio che m’ama il Prence                                  |
|           | 4. Aria. Elisa (2 Vl, BC) Quell’ onda, che si frange                          |
| Scena III | Recitativo. Seleuce, Araspe Quest’e pur Cipro, e queste                       |
|           | 5. Aria. Seleuce (Fl, Str, BC) Mi volgo ad ogni fronda                        |
| Scena IV  | Recitativo. Elisa, Tolomeo O cari a gli occhi miei rustici alberghi           |
|           | 6. Aria. Elisa (2 Ob, Str, BC) Se talor miri un fior                          |
|           | Recitativo. Tolomeo Conosco ben                                               |
|           | 7. Arioso. Tolomeo (Str, BC) Tiranni miei pensieri                            |
| Scena V   | Recitativo. Seleuce E dove, e dove mai                                        |
|           | 8. Aria. Seleuce (2 BlFl, Str, BC) Fonti amiche, aure leggiere                |
|           | Recitativo. Seleuce Ma! quel pastor che dorme chi sara?                       |
| Scena VI  | Recitativo. Araspe, Seleuce, Tolomeo Delia ad un pastor che dorme s’avvicina? |
|           | 9. Aria. Araspe (2 Vl, BC) Respira almen un poco                              |
|           | Recitativo. Tolomeo V’e ancor qualche martire                                 |
|           | 10. Aria. Tolomeo (2 Ob, Str, BC) Torna sol per un momento                    |

### Zweiter Akt
| Scena I    | 11. Arioso. Elisa (2 Ob, Str, BC) Voi dolci aurette al cor                                                   |
|            | Recitativo. Tolomeo, Elisa Dov’e chi la mia morte richiede?                                                  |
| Scena II   | Recitativo. Araspe, Tolomeo, Elisa Osmin, Osmino! e come ha i tanto ardire                                   |
|            | 12. Aria. Elisa (2 Vl, BC) Quanto è felice quell’augelletto                                                  |
| Scena III  | Recitativo. Seleuce S’io potessi sperare                                                                     |
|            | 13. Aria. Seleuce (2 Vl, BC) Aure, portate al caro bene                                                      |
| Scena IV   | Recitativo. Elisa, Tolomeo, Seleuce Delia, attendi un momento                                                |
|            | 14. Aria. Tolomeo (Str, BC) Se un solo è quel core ch’io chiudo nel petto                                    |
|            | Recitativo. Elisa Disperato e schernito                                                                      |
| Scena V    | Recitativo. Alessandro, Elisa Signora, la mia sorte                                                          |
|            | 15. Aria. Elisa (2 Ob, Str, BC) Il mio core non apprezza                                                     |
|            | Recitativo. Alessandro Affetto che ragione                                                                   |
|            | 16. Aria. Alessandro (2 Ob, 2 Vl, BC) Pur sento, oh Dio, che l’alma ancor non sta                            |
| Scena VI   | 17. Aria (à 2). Seleuce, Tolomeo (2 Ob, Fg, Str, BC) Dite, che fa dov’ è l’idolo mio? / Rendetelo al mio cor |
|            | (Recitativo.) Seleuce, Tolomeo Dove sei, caro sposo?                                                         |
|            | (Arioso.) Tolomeo (Str) Dite, che fa, dov’e l’idolo mio?                                                     |
|            | (Recitativo.) Seleuce Io ti cerco per tutto                                                                  |
| Scena VII  | Recitativo. Araspe, Seleuce, Tolomeo Delia, per queste si remote selve                                       |
|            | 18. Aria. Araspe (2 Ob, Str, BC) Piangi pur, ma non sperare                                                  |
| Scena VIII | Recitativo. Tolomeo, Seleuce Seleuce! Tolomeo! Tu vivi                                                       |
|            | 19. Duetto. Seleuce, Tolomeo (Str, BC) Se il cor ti perde, oh cara                                           |

### Dritter Akt
| Scena I   | 20. Recitativo accompagnato. Alessandro (Str, BC) Madre, pagasti al fine                   |
|           | Recitativo. Araspe, Alessandro Signor, se non t’e noto                                     |
|           | 21. Aria. Alessandro (2 Ob, 2 Vl, BC) Se l’interno pur vedono i Numi                       |
|           | Recitativo. Araspe Se non era il pensiero                                                  |
|           | 22. Aria. Araspe (2 Ob, Str, BC) Sarò giusto e non tiranno                                 |
| Scena II  | Recitativo. Seleuce, Elisa Elisa, che ricerchi                                             |
|           | 23. Aria. Elisa (2 Vl, BC) Voglio amore o pur vendetta da chi l’alma accesso m’ha          |
|           | Recitativo. Seleuce Eccolo appunto!                                                        |
| Scena III | Recitativo. Tolomeo, Seleuce Bella, già men severe                                         |
|           | 24. Aria. Seleuce (2 Ob, Str, BC) Senza il suo bene la tortorella                          |
| Scena IV  | Recitativo. Elisa, Tolomeo Al fin che si risolve                                           |
|           | 25. Aria. Elisa (2 Ob, Str, BC) Ti pentirai, crudel, d’aver offeso                         |
|           | Recitativo. Tolomeo Ola! che piu si tarda                                                  |
|           | 26. Aria. Tolomeo (2 Ob, Str, BC) Son qual rocca percossa dall’onde                        |
| Scena V   | Recitativo. Alessandro, Seleuce In questa piu remota parte del bosco imposi                |
|           | 27. Aria. Seleuce (2 Ob, 2 Vl, BC) Torni omai, la pace all’alma                            |
| Scena VI  | Recitativo. Tolomeo Che piu si tarda omai                                                  |
|           | 28. Recitativo accompagnato. Tolomeo (Str, BC) Inumano fratel                              |
|           | 29. Arioso. Tolomeo (Str, BC) Stille amare, già vi sento                                   |
| Scena VII | Recitativo. Araspe, Alessandro, Elisa, Tolomeo, Seleuce Eccoti, oh Prence, il tuo germano! |
|           | 30. Duetto. Seleuce, Tolomeo (Str, BC) Tutto contento or gode quest’alma innamorata        |
|           | Recitativo. Alessandro, Tolomeo Lascia, oh fratel, che nel mio sen t’abbraccio!            |
|           | 31. Coro. (2 Ob, 2 Hr, Str, BC) Applauda ogn’uno il nostro fato!                           |

## Trivia
Alessandros Arie Non lo dirò col labbro (Nr. 3) aus dem ersten Akt wurde durch die Adaption von Arthur Somervell mit dem englischen Text Did You Not Hear My Lady unter dem Titel Silent Worship („Stille Verehrung“, 1928) bekannt. In dem Film Jane Austens Emma (1996) singt Gwyneth Paltrow dieses Lied mit Ewan McGregor.

## Orchester
Zwei Blockflöten, Traversflöte, zwei Oboen, Fagott, zwei Hörner, Streicher, Basso continuo (Violoncello, Laute, Cembalo).

## Diskografie
- Vox 7530 (1986): Jennifer Lane (Tolomeo), Brenda Harris (Seleuce), Andrea Matthews (Elisa), Mary Ann Hart (Alessandro), Peter Castaldi (Araspe)

Manhattan Chamber Orchestra; Dir. Richard Auldon Clark (160 min)
- Mondo Musica MMH 80080 (1996): Axel Köhler (Tolomeo), Linda Perillo (Seleuce), Romelia Lichtenstein (Elisa), Jennifer Lane (Alessandro), Brian Bannatyne-Scott (Araspe)

Händelfestspielorchester Halle; Dir. Howard Arman
- Archiv Produktion 477 7106 (2006): Ann Hallenberg (Tolomeo), Katharina Gauvin (Seleuce), Anna Bonitatibus (Elisa), Romina Basso (Alessandro), Pietro Spagnoli (Araspe)

Il complesso barocco; Dir. Alan Curtis (148 min)